# Філіп Гіацинт Заганський
Філіп Гіацинт Заганський або Філіп Гіацинт з Лобковіц (чеськ. Filip Hyacint z Lobkovic), (нар. 25 лютого 1680 — пом. 21 грудня 1734) — 4-й герцог Заганський з роду Лобковіців, князь Лобковіц, син герцога Заганського Фердинанда Августа та Клавдії Франциски Нассау-Гадамар. Засновник Роудніцької гілки династії Лобковіців. Кавалер ордену Золотого руна.

## Біографія
Філіп Гіацинт народився 25 лютого 1680 року в Альтштадті. Він був третьою дитиною та другим сином в родині герцога Заганського Фердинанда Августа та його першої дружини Клавдії Франциски Нассау-Гадамар. Старша сестра померла немовлям до його народження, а старший брат Леопольд Крістіан пішов з життя за три дні після його народження. Матір, не видужавши після пологів, відійшла у вічність за десять днів. Батько за чотири місяці одружився знову із маркграфинею Баден-Баденською Марією Анною. Із восьми дітей від цього шлюбу дорослого віку досягли четверо.
Філіп Гіацинт був ще дитиною, коли батько завершив відбудовувати замок у Роудніце-над-Лабем. У 1702 році до родини туди завітав імператор Йозеф I.
У віці 23 років Філіп Гіацинт узяв за дружину 19-річну графиню Елеонору Катаріну з Лобковіц, доньку імперського радника та каштеляна Вацлава Фердинанда з Лобковіц. Весілля відбулося 17 жовтня 1703. Наступного року у поружжя народився їхній єдиний син. Елеонора Катаріна пішла з життя навесні 1720 року. Філіп Гіацинт до цього часу вже успадкував титул герцога Заганського. У віці 41 року Філіп Гіацинт оженився вдруге із 17-річною графинею Анною Марією фон Альтханнською, середньою донькою графа Михайла фон Альтханнського. Весілля відбулося 25 серпня 1721 року у Відні. У подружжя народилися шестеро дітей.
Філіп Гіацинт помер 21 грудня 1734 у Відні. Анна Марія згодом взяла другий шлюб.

## Родина
Дружина  — Елеонора Катаріна з Лобковіц
Діти:
- Фердинанд (1704) — помер немовлям.

Дружина — Анна Марієя фон Альтханнська
Діти:
- Венцель Фердинанд (1723—1739) — 5-й герцог Саганський у 1737—1739 роках, одруженим не був, дітей не мав;
- Фердинанд (1724—1784) — 6-й герцог Саганський у 1739—1784 роках, був одруженим із принцесою Габріелою Савойською-Каріньяно, мав від неї єдиного сина;
- Марія Анна (1725—1729) — прожила 4 роки;
- Марія Єлизавета (1726—1786) — дружина графа Ульфельдтського Корфіца Антона, мала із ним двох доньок;
- Філіп Йозеф (1728—1729) — прожив 1 рік;
- Карел Йозеф (травень—листопад 1732) — прожив півроку.

## Нагороди
- Орден Золотого руна №673